# Rudolph Moshammer
Rudolph Moshammer, född 27 september 1940 i München, död 14 januari 2005 i Grünwald, var en tysk modedesigner. Han gjorde sig berömd för de extravaganta kläder han designade och bar och var välkänd inom den tyska societeten.
År 1967 öppnade Moshammer en exklusiv klädbutik på Maximilianstrasse i München, där han saluförde sina päls-, kashmir- och sidenplagg. Några av hans mest kända kunder var Arnold Schwarzenegger, tenorsångaren Jose Carreras och magikerna Siegfried och Roy.
Den 14 januari 2005 påträffades Moshammer död i sin villa i München. Han hade hade mördats av den irakiske flyktingen Herisch Ali Abdullah, som hade strypt honom till döds med en kabel.